# Anolis festae
Anolis festae este o specie de șopârle din genul Anolis, familia Polychrotidae, descrisă de Peracca 1904. A fost clasificată de IUCN ca specie cu risc scăzut. Conform Catalogue of Life specia Anolis festae nu are subspecii cunoscute.